# Paratorchus arrowi
Paratorchus arrowi – rodzaj chrząszczy z rodziny kusakowatych i podrodziny Osoriinae.
Gatunek ten opisany został w 1910 roku przez Maxa Bernhauera jako Holotrochus arrowi. W 1982 roku przeniesiony został przez H. Pauline McColl do rodzaju Paratrochus, któremu w 1984 roku ta sama autorka zmieniła nazwę na Paratorchus, w związku z wcześniejszym użyciem poprzedniej nazwy dla rodzaju mięczaków.
Chrząszcz o walcowatym ciele długości od 3,6 do 5,2 mm, zwykle barwy ciemnorudobrązowej z jaśniejszymi czułkami i odnóżami. Wierzch ciała jest wyraźnie siateczkowato mikrorzeźbiony, nieregularnie punktowany oraz umiarkowanie gęsto owłosiony. Owalne oczy złożone buduje 8–10 omatidiów. Przedplecze ma od 0,7 do 0,8 mm długości i wyraźną, grubą, siatkowatą mikrorzeźbę. Pokrywy charakteryzują zaokrąglone części ramieniowe. Odwłok ma silnie wydłużony ku tyłowi dziewiąty tergit, niekiedy wyposażony w wyrostek środkowy.  U samca narząd kopulacyjny ma gruby, tępy i mniej więcej tak długi jak część rurkowata wyrostek boczny. Samicę cechuje owalna, prawie tak szeroka jak długa spermateka z przewodem u nasady nie zakręconym.
Owad endemiczny dla Nowej Zelandii, znany z północno-zachodniej części Wyspy Południowej. Spotykany jest w ściółce, próchnicy i wśród mchów, na wysokości od 305 do ponad 1200 m n.p.m.